# 후지모토 타츠키
후지모토 타츠키(일본어: 藤本 タツキ 후지모토 다쓰키[*], 1992년 10월 10일~)는 일본의 만화가이다. 아키타현 니카호시 출신이다. 아키타 현립 니가호 고등학교, 토호쿠예술공과대학 미술과 서양화 코스를 졸업했다.

## 경력
어린 시절부터 자주 그림을 그리고 있었다.고교 1~2년부터 웹 코믹 투고 사이트"신도사"에 나가토는 내 명의로 웹툰을 올리고 있었다. 후에 이시다 스이나 ONE에서 단행본의 띠에 기고된 것은, 같은 신도사 출신의 인연으로 후지모토는 생각하고 있다. 미대를 목표로 하고 있었지만, 현지에는 미대의 예비학교가 없었기 때문에, 고령자가 다니는 회화 교실 구석에서 유화를 그리고 있었다.AO입시에서 유화과에 진학했지만 유화를 그리다가도 그림을 잘 못 그리자 도서관에서 오로지 크로키를 그렸다.
대학 졸업 후에는 잠시 직업이 없어, 「점프 SQ」(슈에이샤)에 작품을 투고하고 있었다. 신인 만화가가 되었을 때는 생각해 낸 것을 즉석에서 붙여, 많게는 매일 한 편씩 담당 편집자에게 보냈다고 한다. '사랑은 장님'으로 2013년 11월기(심사원: 코노미 타케시) 크라운 신인만화상 가작을 수상하고 2014년에 '점프SQ.19'(집영사) Vol.13에 게재된다. 「SQ」에서 「파이어 펀치」의 연재 기획이 떨어지자, 담당 편집자 린 시헤이가 「소년 점프+」(슈에이샤)에 기획을 반입해, 연재가 결정되었다.이에 따라 후지모토도 도쿄도로 옮겨 살았다.
2016년-2018년까지 『 소년 점프+』에서 『 파이어 펀치 』을 연재한다고 충격적 전개 등에서 인터넷을 중심으로 주목을 끌었다. '소년점프+'의 인기작가가 연재 종료 후 '주간 소년 점프'(슈에이샤)로 이적하는 흐름이 나타나는 가운데 후지모토도 '주간 소년 점프' 2019년 1호부터 '체인소 맨' 연재를 시작했다.
2020년에 「체인소 맨」으로 제66회 쇼가쿠칸 만화상 소년용 부문을 수상.다음 해 21년에는 이 작품으로 하비상 베스트 망가 부문을 수상했다.

## 인물
어릴 때는 점프 작품은 읽지 않고 아버지가 사온 『 주간 소년 챔피언 』(아키타 쇼텐)의 작품 『 그래플러 바키 』(이타가키 케이스케)·『 괴짜가족 』(하마오카 켄지)과 『 월간 소년 점프 』(슈에이샤)·『 점프 SQ』 작품의 『 CLAYMORE』(야기 노리히로)·『 드래곤 드라이브 』(사쿠라 켄이치)·『 자유인 HERO』(시바타 아미)등을 읽고 있었다. 『 점프 SQ』에 작품을 투고한 것도 그것이 이유였다고 한다.
중학생 때부터 뇌 속에서 잡지를 만들고 재미없는 작품을 중단해 정기적으로 교체하면서 자신이 생각한 만화책을 7편 정도 동시에 연재했다.연재가 마지막 회를 맞이했을 때, 스스로 감동해서 눈물이 날 뻔했지만, 수업 중이라 참았던 적도 있었다고 한다.신인 만화가 시절에도 여전히 5편의 작품을 뇌 속에서 연재했으며, 그중에는 단행본 15권 정도의 분량으로 완결된 작품도 있었다. 자신의 작품은 「세상 받지 않겠다」라고 의식하고 있지만, 그것이 반대로 받고 있는지도 모른다고 하고 있다.또한 자신의 작품은 "대충 만화 보고 질린 사람이 읽는 것 같다"고 말했다. (2018년 시점)
독서의 이름을 그릴 때는 분노를 원동력으로 삼고 있다.다만 냉정해지면 「내가 배우는 것이 안되는구나」라고 생각해 버리기 때문에, 네임은 곧바로 담당 편집자에게 보내도록 하고 있다.
좋아해서 여러번 반복해서 보고 있는 애니메이션 작품으로 『스즈미야 하루히의 우울』, 『빙과』, 『오자루마루』, 『일상』, 『카미츄!』, 『짱구는 못말려』, 픽사 작품, 디즈니 작품, 지브리 작품을 꼽고 있다.
쿠엔틴 타란티노 감독 작품 등 다양한 영화 작품에서 받은 영향에 대해 공언하고 있다. 좋아하는 액션 영화는 더 레이드와 키타노 타케시 감독 작품, 한국 영화 추격자의 영향을 받고 있다.또, 시라이시 코지 감독의 공포작품 『전율괴기 파일 너무 무서워!』시리즈로부터 받은 영향에 대해서도 공언하고 있다.

## 작풍
여동생이 등장하는 작품이 많지만, 여동생 캐릭터를 좋아하는 것이 아니라 인간관계의 설명을 생략하기 쉽기 때문이라고 한다.。
등장인물이 캐릭터에 서면 곤란하므로 캐릭터에 자신을 투영하지 않는다.
"리얼리티가 있고, '지금 캐릭터가 무엇을 하고 있는가'라는 상황이 굉장히 전해진다"며 사무라 히로아키의 그림을 목표로 하고 있어 영향을 받고 있다고 말했다.

## 작품
- 굵은 글씨는 연재 작품
- 약칭
  - SQ：점프 SQ、SQ.19：점프 SQ.19、J+：소년 점프+、WJ：주간 소년 점프（모두 집영사）

| 타이틀                          | 형식 | 게재호                              | 수록             | 비고 |
| ------------------------------- | ---- | ----------------------------------- | ---------------- | --- |
| 뜰에는 닭 두 마리가 있었다.     | 완결 | J+ 2017년 7월 17일                  | 단편집 『17-21』 | 만화상 첫 투고작. J+의 <파이어펀치> 2017년 7월 17일 갱신분부터 [특별독절6]로서 전달。                                             |
| 복수의 검                       | 완결 | 미공개 작품                         |                  | NIM 명의. 결과 발표 페이지。 |
| 정의로운 견해                   | 완결 | 미공개 작품                         |                  | 후지모토 타츠키 명의. 검색 발표 페이지。                                                                                          |
| 머리 비행기                     | 완결 | 미공개 작품                         |                  | 제3회(2013년 5월기) 크라운 신인만화상 편집부 특별상 수상。                                                                        |
| 사사키 군이 총탄을 막았다       | 완결 | J+ 2016년 6월 13일                  | 단편집 『17-21』 | 제5회(2013년 7월기) 크라운 신인만화상 심사위원 특별상 수상。 J+의 <파이어펀치> 2016년 6월 13일 갱신분부터 [특별독절]로 전달。     |
| 사랑은 맹목                     | 완결 | SQ.19 Vol.13                        | 단편집 『17-21』 | 개그 만화 제9회(2013년 11월기) 크라운 신인만화상 가작 수상. J+의 『파이어 펀치』2016년 8월 29일 갱신분부터 [특별독절 2]로서 전달. |
| 시카쿠                          | 완결 | SQ.19 Vol.14                        | 단편집 『17-21』 | 러브 코미디 만화 J+의 <파이어 펀치> 2016년 11월 14일 갱신분부터 [특별독절3]로서 전달.                                             |
| 예언의 나유타                   | 완결 | SQ 2015년 8월 호                    | 단편집 『22-26』 | J+의 <파이어 펀치> 2017년 2월 6일 갱신분부터 [특별독절4]로서 전달。 2021년 3월 3일·4일부터 보이스 코믹으로서 YouTube상에서 공개。 |
| 인어 랩소디                     | 완결 | SQ.19Vol.17                         | 단편집 『22-26』 | 디지털판은 전달 종료. |
| 파이어 펀치                     | 연재 | J+ 2016년 4월 18일 - 2018년 1월 1일 | 전8권            | 소년점프+연재페이지 |
| 눈을 뜨면 계집애로 되어 있던 병 | 완결 | J+ 2017년 4월 24일                  | 단편집 『22-26』 | J+의 <파이어 펀치> 2017년 4월 24일 갱신분부터 [특별독절5]로서 전달.                                                               |
| 여동생의 언니                   | 완결 | SQ 2018년 6월호                     | 단편집 『22-26』 | J+ 2019년 5월 2일부터 같은 해 8월 15일까지 기간 한정 연재을 했다.。                                                               |
| 체인소 맨                       | 연재 | WJ 2019년 1호 - 2021년 2호（제1부） | 전11권           | |
| 룩 백                           | 완결 | J+ 2021년 7월 19일                  | 전1권            | 전 143쪽 |
| 안녕에리                        | 완결 | J+ 2022년 4월 11일                  | 전1권            | 전200쪽 전작 「룩 백」을 넘어, 후지모토의 판독 페이지수로는 최장이 된다.                                                          |
| 후투에게 물어볼 주게            | 완결 | J+ 2022년 7월 4일                   |                  | 원작 담당. 만화는 토다 오토가 담당.                                                                                               |

## 관련 인물

### 어시스턴트
- 카쿠 유지 (賀来ゆうじ) -파이어 펀치 어시스턴트
- 토오다 오토 (遠田おと) - 파이어 펀치 어시스턴트[33]
- 타츠 유키노부 (龍幸伸) - 체인소맨 어시스턴트
- 카와카츠 토쿠시게 (川勝徳重) - 룩 백 어시스턴트[34]